# Saint-Pey-d'Armens

Saint-Pey-d'Armens este o comună în departamentul Gironde din sud-vestul Franței. În 2009 avea o populație de 263 de locuitori.

## Evoluția populației
| An        | 1975 | 1982 | 1990 | 1999 | 2006 | 2009 |
| --------- | ---- | ---- | ---- | ---- | ---- | ---- |
| Populație | 343  | 316  | 304  | 276  | 266  | 263  |